# Laspeyria emarginata
Laspeyria emarginata là một loài bướm đêm trong họ Erebidae.